# Vendée Globe 1992-1993
Navigation
1989-1990 1996-1997
Le Vendée Globe 1992-1993 est la deuxième édition du Vendée Globe. Le départ a été donné le 22 novembre 1992 des Sables-d'Olonne. Cette course comptait au départ quinze bateaux et sept à l'arrivée. Il a été remporté par Alain Gautier le 12 mars 1993 après un parcours de 110 jours, 2 heures, 22 minutes et 35 secondes.

## Déroulement de l'épreuve

### Liste des concurrents au départ
15 skippers sont au départ
| Participant            | Nationalité    | Participations | Nom du bateau                    | Architecte                   | chantier                 | année de lancement |
| ---------------------- | -------------- | -------------- | -------------------------------- | ---------------------------- | ------------------------ | ------------------ |
| Thierry Arnaud         | France         | 1re            | Maître Coq/Le Monde informatique | Philippe Harlé Alain Mortain | Garcia                   | 1992               |
| Bertrand de Broc       | France         | 1re            | Groupe LG                        | Luc Bouvet Olivier Petit     | Chantier Capitaine Flint | 1989               |
| Nigel Burgess          | Royaume-Uni    | 1re            | Nigel Burgess Yachts             | Joubert                      | chantier Hervé et Pinta  | 1989               |
| Nándor Fa              | Hongrie        | 1re            | K&H Bank Matav                   | Nandor Fa et Lexen           | Chantier Nandor Fa       | 1989               |
| Bernard Gallay         | France/ Suisse | 1re            | Vuarnet Watches                  | Philippe Harlé Alain Mortain | Garcia                   | 1989               |
| Alain Gautier          | France         | 2e             | Bagages Superior                 | Finot-Conq                   | CDK Technologies         | 1992               |
| Jean-Yves Hasselin     | France         | 1re            | PRB/Solo Nantes                  | Lucas                        |                          | 1991               |
| Vittorio Malingri      | Italie         | 1re            | Everlast Neil Pryde Sails        | Vittorio Malingri            | Coop Nautica Fano        | 1992               |
| Yves Parlier           | France         | 1re            | Cacolac d'Aquitaine              | Finot-Conq                   | Marc Pinta               | 1990               |
| Loïck Peyron           | France         | 2e             | Fujicolor III                    |                              |                          |                    |
| Mike Plant             | États-Unis     | 2e             | Coyote                           | Rodger Martin                | chantier Concordia       | 1992               |
| Philippe Poupon        | France         | 2e             | Fleury-Michon X                  | Philippe Briand              | ATA Jeanneau             | 1989               |
| José de Ugarte         | Espagne        | 1re            | Euskadi Europ 93 BBK             | Finot-Conq                   | Le Guen-Hémidy           | 1989               |
| Jean-Luc Van Den Heede | France         | 2e             | Groupe Sofap-Helvim              | Philippe Harlé Alain Mortain | CDK Technologies         | 1991               |
| Alan Wynne-Thomas      | Royaume-Uni    | 1re            | Cardiff Discovery                | Lindenberg-Bergstrom         |                          | 1983               |

### Évènements marquants
- Mike Plant, de retour pour un deuxième tour, disparaît en mer alors qu'il ralliait les Sables-d'Olonne. La coque de son Coyote retourné est repérée le jour du départ.
- La disparition de Nigel Burgess lors de la première nuit de la course au large du golfe de Gascogne[1].
- Bertrand de Broc se recoud la langue à la suite d'une blessure.
- Démâtage de Philippe Poupon le 11 mars, il terminera la course sous gréement de fortune.
- C'est la première fois qu'un voilier dessiné par le groupe Finot-Conq remporte le Vendée Globe, ce qui sera également le cas lors des éditions 1996-1997, 2000-2001 et 2004-2005.

## Classement général
| Place | Nom du concurrent      | Nom du bateau        | Nationalité | Temps                  |
| ----- | ---------------------- | -------------------- | ----------- | ---------------------- |
| 1     | Alain Gautier          | Bagages Superior     | France      | 110 j 02 h 22 min 35 s |
| 2     | Jean-Luc Van Den Heede | Groupe Sofap-Helvim  | France      | 116 j 15 h 01 min 11 s |
| 3     | Philippe Poupon        | Fleury-Michon X      | France      | 117 j 03 h 34 min 24 s |
| 4     | Yves Parlier           | Cacolac d'Aquitaine  | France      | 125 j 02 h 42 min 24 s |
| 5     | Nándor Fa              | K&H Bank Matav       | Hongrie     | 128 j 16 h 05 min 04 s |
| 6     | José de Ugarte         | Euskadi Europ 93 BBK | Espagne     | 134 j 05 h 04 min 00 s |
| 7     | Jean-Yves Hasselin     | PRB/Solo Nantes      | France      | 153 j 05 h 14 min 00 s |

## Abandons
| Nom du concurrent | Nom du bateau                    | Nationalité    | Date             | Raison de l'abandon                                          | Lieu                |
| ----------------- | -------------------------------- | -------------- | ---------------- | ------------------------------------------------------------ | ------------------- |
| Bernard Gallay    | Vuarnet Watches                  | France/ Suisse |                  | 2 escales problèmes pilote et structure du gréement          |                     |
| Vittorio Malingri | Everlast Neil Pryde Sails        | Italie         |                  | perte d'un safran                                            |                     |
| Bertrand de Broc  | Groupe LG                        | France         |                  | problème de quille                                           | Nouvelle-Zélande    |
| Alan Wynne-Thomas | Cardiff Discovery                | Royaume-Uni    |                  | pour raison médicale                                         | Hobart              |
| Loïck Peyron      | Fujicolor III                    | France         |                  | pour délaminage                                              | Les Sables-d'Olonne |
| Thierry Arnaud    | Maître Coq/Le Monde informatique | France         |                  | pour manque de préparation                                   | Les Sables-d'Olonne |
| Nigel Burgess     | Nigel Burgess Yachts             | Royaume-Uni    | 26 Novembre 1992 | retrouvé noyé                                                | golfe de Gascogne   |
| Mike Plant        | Coyote                           | États-Unis     | -                | absent au départ (bateau retrouvé chaviré pendant la course) |                     |